# Santa Maria (Rio Grande do Sul)
Santa Maria (volledige naam: Santa Maria da Boca do Monte) is een Braziliaanse stad en gemeente in de deelstaat Rio Grande do Sul. De stad ligt op 115 meter boven de zeespiegel en telt ongeveer 278.000 inwoners.
De stad herbergt een der grootste openbare universiteiten van Brazilië, de Universidade Federal de Santa Maria (UFSM) met meer dan 15.000 studenten. Het is tevens een belangrijke vestigingsplaats van het Braziliaans leger.
De eerste bewoners van Santa Maria waren de Minuano-indianen, die leefden in een gebied dat "Coxilha do Pau Fincado" werd genoemd, en de Tapes, die in de bergen woonden.
Met de komst van de Spanjaarden en de Portugezen werd deze grensstreek het toneel van talrijke gevechten tussen rivaliserende groepen. Ten slotte werd de grens tussen de twee koloniën vastgesteld door een commissie. De commissie richtte een kamp op op de plaats van het huidige Santa Maria. Het kamp werd bekend onder de naam "Acampamento de Santa Maria". Nadien werd er nog "Boca do Monte" aan de naam toegevoegd. In 1828 kwam het 28ste vreemdelingenbataljon van Duitse huurlingen, vechten tegen de bewoners van het huidige Uruguay in de "Cis-Plataanse Oorlog". Na de oorlog bleven veel soldaten wonen in Santa Maria, hetgeen het begin werd van de Duitse kolonisering.
Santa Maria kreeg in 1857 het statuut van "vila".
De economie bestaat vooral uit de dienstensector, de lichte industrie, overheidsdiensten en landbouw.
Direct ten oosten van de stad liggen belangrijke vindplaatsen van fossielen uit het Trias.
Op 27 januari 2013 vielen bij een brand in een nachtclub ten minste 242 doden.

## Aangrenzende gemeenten
De gemeente grenst aan Dilermando de Aguiar, Formigueiro, Itaara, Julio de Castilhos, Restinga Sêca, São Gabriel, São Martinho da Serra, São Pedro do Sul, São Sepé en Silveira Martins.

## Geboren
- Nelson Jobim (1946), jurist en politicus
- Tatiana Minello (1970), beachvolleyballer